# John Perry Barlow
John Perry Barlow (3 de outubro de 1947 - 7 de fevereiro de 2018) foi um dos três fundadores da Electronic Frontier Foundation (EFF), nos Estados Unidos. Foi também letrista da banda Grateful Dead juntamente com seu antigo colega de escola Bob Weir até o fim do grupo em 1995 devido à morte de seu líder, Jerry Garcia.

## Polêmica
Em 1996, John Perry escreveu uma carta (A Declaração de Independência do Ciberespaço), quando ele estava no Fórum Econômico Mundial em Davos, que mostra a indignação sobre a tentativa de os governos em regulamentar a Internet.